# Questionaut
Questionaut — компьютерная игра в жанре point-and-click-квеста, разработанная студией Amanita Design для компании BBC в 2008 году. Это обучающая игра, предназначенная для англоговорящих детей школьного возраста. Игра предлагает поупражняться в знаниях английского языка, математики и естественных наук.

## Геймплей
Игрок управляет воздухоплавателем, который пытается подняться на своём воздушном шаре на самую высь для того, чтобы достать шляпу, принадлежащую его другу Воднику. Но воздушный шар начинает сдуваться, и воздухоплавателю приходится приземляться на левитирующих планетах. Существа на этих планетах специализируются на разных видах знаний (английский язык, математика, химия и так далее). Игрок должен решить простую проблему, а потом ответить на вопросы по теме, на которой специализируется существо, живущее на данной планете. Каждый из этих вопросов имеет три варианта ответа. Когда игрок выбирает правильный ответ, воздушный шар немного надувается, но если он выбирает неправильный ответ, то шар сдувается ещё сильнее. Когда игрок получает достаточно воздуха в шаре, шар доставляет его на планету, которая расположена выше той, на которой в данное время находится игрок.

## Разработка
Amanita Design разработала игру Questionaut по заказу BBC. Студии Amanita Design предоставили вопросы, которые должны были быть включены в игру, и попросили её разместить их в разных видах окружающей среды, но в остальном у разработчиков была творческая свобода.